# Капиларии
Капилариите (Capillaria) са род кръгли червеи, при които половозрелите форми паразитират при различни видове гръбначни животни. От латински името капилария се превежда като наподобяващ на косъм. Междинни гостоприемници обикновено са червеи или насекоми. Възрастните паразитират заловени за лигавицата на дихателна, храносмилателна или пикочно-полова система. Локализацията му е характерна за всеки от видовете.

## Видове
Някои от видовете класифицирани в рода са:
- Capillaria aerophila
- Capillaria gastrica
- Capillaria feliscati
- Capillaria hepatica
- Capillaria philippinensis
- Capillaria plica